# الإمبراطورية الكارولنجية

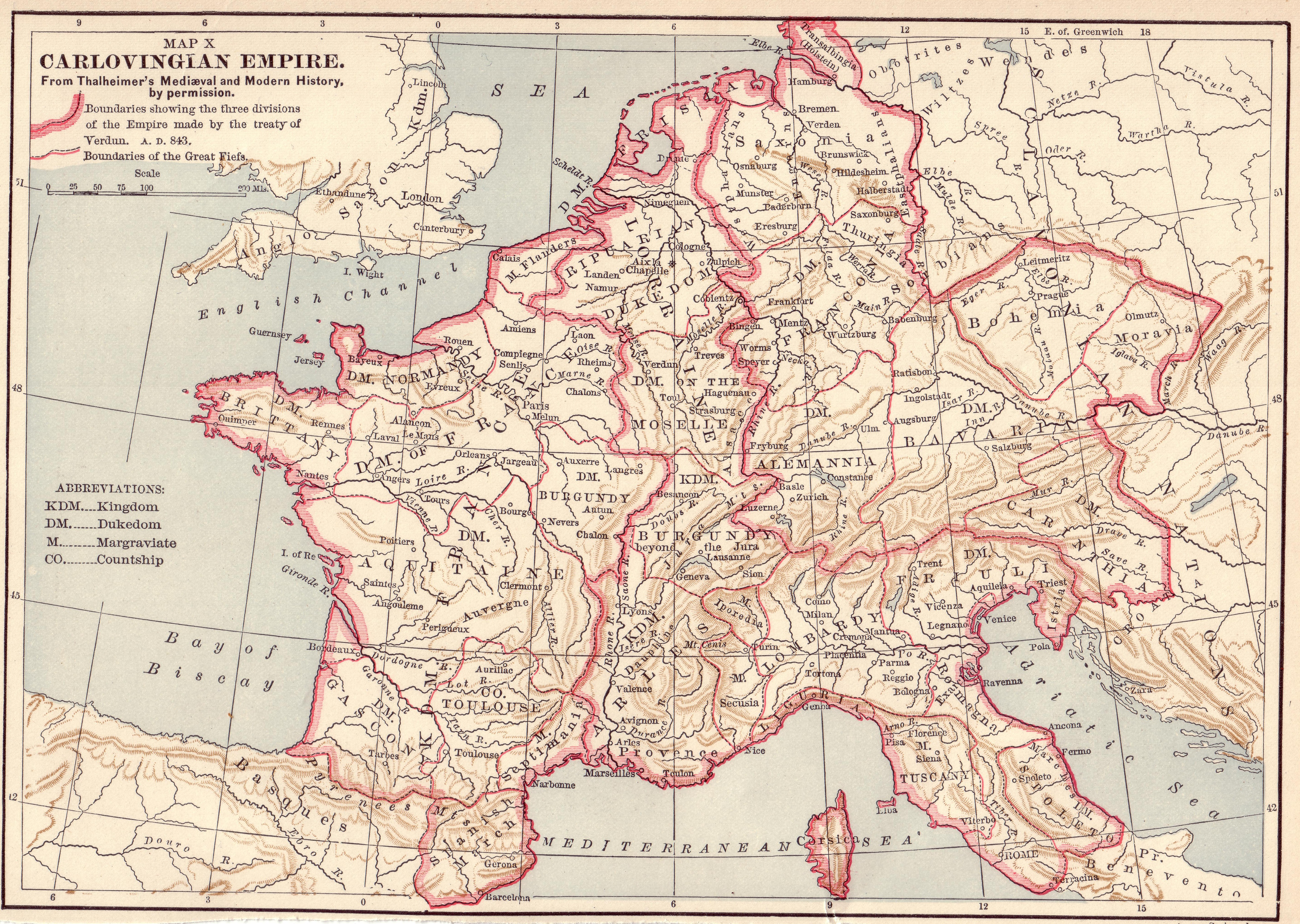
الإمبراطورية الفرنكية الكارولينجيه في ذروتها، مع أقسامها الثلاثة الرئيسية عام 843

اتصفت الإمبراطورية الكارولنجية (800-888) بكونها إمبراطورية ضخمة تحت هيمنة الفرنجة تمركزت في غرب ووسط أوروبا في أوائل العصور الوسطى. حكمتها سلالة الملوك الكارولينجيين، باعتبارهم ملوك الفرنجة منذ العام 751 وملوك اللومبارديين في إيطاليا ابتداءً من العام 774. في العام 800، توّج البابا ليون الثالث شارلمان ملك الفرنجة إمبراطورًا في روما سعيًا منه لنقلة مركز الإمبراطورية الرومانية من الشرق إلى الغرب. مثّلت الإمبراطورية الكارولنجية المرحلةَ الأولى من تاريخ الإمبراطورية الرومانية المقدسة التي دامت حتى العام 1806.
بعد اندلاع الحرب الأهلية (840-843) إثر وفاة الإمبراطور لويس الأول، قُسّمت الإمبراطورية إلى ممالك مستقلة، رغم وجود ملك واحد بوصفه إمبراطورًا معترفًا به، إنما لم يتمتع بالكثير من الصلاحيات خارج مملكته الخاصة. تواصل الاعتراف بوحدة الإمبراطورية والحق الوراثي لسلالة الكارولينجيين. في العام 884، وحّد تشارلز البدين جميعَ الممالك الكارولنجية لآخر مرة، ولكنه توفي في العام 888 وتجزّأت الإمبراطورية من فورها. نظرًا لكون الذَكر الشرعي الوحيد الباقي من السلالة الحاكمة ما يزال طفلًا، انتخب النبلاء ملوكًا إقليميين من خارج إطار الأسرة الحاكمة أو كما فعلت المملكة الشرقية، نصّبت ابنًا غير شرعي يحمل لقب الكارولينجي. ودام حُكم سلالة الابن غير الشرعي في الشرق حتى العام 911، في حين استُعيدت في المملكة الغربية سلالة كارولينجيان الشرعية في العام 898 وحكمت حتى العام 987 مع مرور فترة انقطاع بين الأعوام 922 و936.
بلغت رُقعة اتساع الإمبراطورية لدى نشأتها 1,112,000 كيلومتر مربع تقريبًا (أي ما يعادل 429,000 ميل مربع)، وبلغ عدد قاطنيها ما بين 10 و20 مليون نسمة. اعتُبرت أرض الفرنجة مركز الإمبراطورية، في الأرض الواقعة بين نهري لوار والراين، حيث وُجدت عاصمتها الرمزية آخن. في الجنوب امتدت الإمبراطورية عبر جبال البرانس وجاورتْ إمارة قرطبة، وبعد العام 824، أصبحتْ جارتُها مملكة نبرة؛ ومن الشمال حدّتها مملكة الدنمارك. في الغرب، كان لها حدود برية قصيرة مع دوقية بروتاني، والتي أصبحت فيما بعد كيانًا تابعًا؛ في الشرق كان للإمبراطورية حدود طويلة مع السلاف وآفار أوراسيا، الذين هُزموا في نهاية الأمر وضُمّت أراضيهم في الإمبراطورية. في جنوب إيطاليا، لقيت مطالب الكارولينجيين بالسلطة اعتراض البيزنطيين (الرومان الشرقيين) وما تبقى من مملكة لومبارديا في دوقية بينيفينتو.
يُشار إلى أنّ مصطلح «الإمبراطورية الكارولنجية» هو اصطلاح حديثٌ لم يستخدمه معاصرو تلك الفترة. واعتُمدت اللاتينية لغةً للإجراءات الرسمية في الإمبراطورية. أُطلِقت عدة تسميات مختلفة على الإمبراطورية بأشكال مختلفة، مثل «كامل المملكة»، وذلك بخلاف الممالك الإقليمية، و«إمبراطورية الرومان والفرنجة»، و«الإمبراطورية الرومانية»، بل وتسمية «الإمبراطورية المسيحية».

## تاريخ

### صعود سلالة الكارولينجيين (تقريبًا بين 723 – 768)
على الرغم من أن شارل مارتيل لم يحمل لقب الملك (كما فعل ابنه بيبان القصير فيما بعد) أو الإمبراطور (مثل حفيده شارلمان)، فقد كان الحاكم المطلق لكامل أوروبا القارية الغربية تقريبًا في الأراضي الواقعة شمال جبال البرانس. واقتصرت الإضافات الإقليمية ذات الشأن إلى مجال حُكم الفرنجة بعد وفاته على الممالك السكسونية المتبقية، والتي غزاها بشكل جزئي، لومبارديا والثغر الإسباني جنوب جبال البرانس.
دخل مارتيل التاريخ نظرًا لدفاعه عن أوروبا المسيحية ضد جيش المسلمين في معركة بلاط الشهداء في العام 732. وقد دمج الساركينوس الأيبريون سلاح الخيالة الأمازيغي الخفيف مع سلاح الفرسان العربي الثقيل لبناء جيش لم يكد يُهزم أبدًا.
أثناء ذلك، لم يكن لدى الجيوش الأوروبية المسيحية أداة الرِّكاب القوية. بفضل ذلك النصر، حصل شارل على لقب مارتيل («المطرقة»). أطلق إدوارد جيبون مؤرخ روما وما بعدها على تشارلز مارتيل لقب «أعظم أمراء عصره».
قبِل بيبان القصير ترشيح البابا زكريا له ملكًا في العام 741 تقريبًا. في العام 768 ابتدأ حكم شارلمان بعد وفاة بيبان. بدأت سيطرته الفعلية على المملكة بعد وفاة أخيه كارلومان، إذ ورث الشقيقان مملكة والدهما. تُوّج شارلمان إمبراطورًا رومانيًا في العام 800.

### عهد شارلمان (768 – 814)
خلال عهد شارلمان، شملت الإمبراطورية الكارولنجية معظم أوروبا الغربية، مثل سابقتها، الإمبراطورية الرومانية. إنما بعكس الرومان، الذين استمرت مغامراتهم الإمبراطورية بين نهريّ الراين والإلبه أقل من عشرين عامًا قبل أن تتوقف بسبب هزيمتهم الكارثية في معركة غابة تويتوبورغ (في العام 9 بعد الميلاد)، فقد هزمَ شارلمان المقاومة الجرمانية ووسّع نطاق مملكته حتى نهر إلبه بشكل دائم، مما أثر على الأحداث وصولًا إلى السهوب الروسية تقريبًا.
اتّسم فترة حُكم شارلمان بالحروب شبه المستمرة، إذ اشترك بنفسه في الحملات السنوية، وقاد الكثير منها شخصيًا. هزم شارلمان مملكة لومبارديا في العام 774 وأدمجها بمنطقة نفوذه مُعلنًا نفسه «ملك اللومبارد». بعد ذلك قاد حملة فاشلة في إسبانيا في العام 778، وانتهت بمعركة ممر رونسفال، التي تعتبر أكبر هزيمة لحقت بشارلمان. لاحقًا وسّع شارلمان نطاق حُكمه حتى بافاريا بعد أن أجبر تاسيلو الثالث، دوق بافاريا، على التخلي عن أي حقوق مطالِبة بلقبه في العام 794. أُمر شارلمان ابنه بيبان شنّ حملة ضد آفار أوراسيا في العام 795 نظرًا لانشغال شارلمان بالثورات السكسونية. في نهاية الأمر، سقط اتحاد الآفاريين في العام 803 بعد أن أرسل شارلمان الجيش البافاري إلى مقاطعة بانونيا. بالإضافة إلى كل ذلك، فقد أخضع شارلمان أراضي السكسون في الحروب والثورات المندلعة بين الأعوام 772 و804، والتي شهدت وقوع أحداث مثل مذبحة فيردن في 782 ووضع مدوّنة قوانين السكسون في العام 802.
قبل وفاة شارلمان، قُسّمت الإمبراطورية على عدة أفراد من سلالة كارولنجيان، وكان من بينهم الملك شارل الأصغر، ابن شارلمان، الذي وُلّي على إقليم نيوستريا؛ والملك لويس الأول الذي حصل على إقليم آكيتين؛ والملك بيبان الذي حصل على إيطاليا. توفي بيبان مع ابن غير الشرعي، برنارد ملك إيطاليا، في العام 810، وتوفي شارل دون خليفة في العام 811. بالرغم من كون برنارد ملكًا لإيطاليا خلفًا لبيبان، فقد أصبح لويس شريكًا للإمبراطور في العام 813، وانتقلت إليه الإمبراطورية بأكملها عند وفاة شارلمان في شتاء العام 814.

### عهد لويس الأول والحرب الأهلية (814 – 843)
لم يكن عهد لويس الأول كإمبراطور في الحسبان؛ وباعتباره الابن الثالث لشارلمان، تُوّج في البداية ملكًا على أكيتين وهو في سنّ الثالثة. عند وفاة إخوته الأكبر سنًا، تحوّل من «ولد أصبح ملكًا إلى رجل سيكون إمبراطورًا». على الرغم من أن اصطباغ فترة حكمه بصراعات الأسرة الحاكمة والحرب الأهلية الناجمة عن ذلك، فكما يُنبي لقبه «الورع»، كان لويس ذا اهتمامٍ عميق بشؤون الدين. وتمثّلت أولى إجراءاته في «حكم الناس بالقانون وتقواه اللامحدودة»، ما كان يعني ترميم الكنائس. ذكر كاتبٌ مجهول يحمل اسم «الفلكي» أنه خلال عهد حُكم لويس ملكًا على أكيتين، «وطّد دراسة القراءة والترانيم، وكذلك فهم الحروف الإلهية والدنيوية، بسرعة أكبر مما يُتخيّل». بالإضافة إلى ذلك، فقد بذل جهودًا كبيرة لإعادة بناء العديد من الأديرة التي اختفت قبل عهده، ورعاية الأديرة الجديدة.

## تأسيس الإمبراطورية
خلال القرن الأخير من حكم الميروفنجيين، دفعت سلالة الميروفنجيين إلى دور احتفالي انتهى في انقلاب القصر 751 عندما خلع بيبين القصير ابن شارل مارتل رسميا شيلدريك الثالث (Childeric III)، وبداية حكم الكارولينجيين الملكي.
في الواقع، اسست الإمبراطورية خلال حياة شارل مارتل والد بيبين القصير وجد شارلمان وبسبب هذا، فان معظم المؤرخين يفضلون استخدام مصطلح "المملكة أو الممالك الفرنكية (Frankish) للإشارة إلى المنطقة التي تشمل أجزاء من اليوم ألمانيا وفرنسا في الفترة من القرن الخامس إلى القرن التاسع، وبالمثل فإن السلالة لم تنته حقا تاريخيا مع نهاية الإمبراطورية الكارولينجية استمرت لعدة قرون في الإمبراطورية الرومانية المقدسة. ومع ذلك تاريخيا يمكن أن يقال أن "الإمبراطورية الرومانية المقدسة الأولى" انتهت مع وفاة الإمبراطور الروماني المقدس كارل البدين في 888، على الرغم من أن بعض الكارولينجيين نجح في كسب التاج الإمبراطوري في أوقات لاحقة.

## فرنسا
توحدت المنطقة التي تشملها فرنسا اليوم لأول مرة سنة 486 م. قام الملك الفرنكي كلوفيس الأول (Clovis Ier) بلمّ شمل القبائل الجرمانية تحت لواء قبيلة الفرنجة. ضمت المملكة الجديدة قبائل عدة مثل الألمان (Alamans)، البرغنديون (Burgondes) والغوط الغربيون (Wisigoths). بعد الوحدة انشطرت المملكة (و التي كانت تسمى بلاد غالة) إلى ممالك، حكم كل منها أحد أبناء عائلة الميروفنجيين (Mérovingien).
في منتصف القرن الـثامن للميلاد حلت سلالة الكارولنجيين (Carolingiens) محل الميروفنجيين (Mérovingien) وقامت بتوسعة أراض المملكة الفرنكية.

## تأسيس مملكة ليون
كانت سنة احتلال العرب لمنطقة البروفانس الفرنسية قد أعقبت الاحتلال والتدمير النرويجي للمنطقة من إبادة وسلب ونهب، ليستغل دوق «ليون» تلك الفوضى، وبدعم من رجال الدين، فيؤسس مملكته الخاصة مملكة ليون في البروفانس عام 879 م وعندما مات سنة 887 م كان وريثه صغيرا غير قادر على الحكم، مما جعل بقية الأمراء المحليين ينتهزون الفرصة لتأكيد استقلالهم في الحكم، مما جعل الإمبراطورية الكارولنجية في فرنسا تنقسم إلى مملكتين شرقية وغربية.

## الإمبراطورية في عهد شارلمان (800-814)
أصبحت المملكة الفرنكية إمبراطورية مع تتويج شارلمان (Charlemagne)أو الرجل ذو اللحية الزهرية l'Homme à la barbe Fleurie.قسم شارلمان إمبراطوريته الواسعة في عام 806 بين أولاده الثلاثة-بيبين، ولويس، وشارل. ولكن بيبن توفي عام 810، وشارل في عام 811، ولم يبق من هؤلاء الأبناء إلا لويس، وكان منهمكاً في العبادة انهماك بدا معه أنه غير خليق بأن يحكم عالماً مليئاً بالاضطراب والغدر. غير أن لويس الأول رغم هذا قد رُفع باحتفال مهيب في عام 813 من ملك إلى إمبراطور.

## الإمبراطورية حتى معاهدة فيردان (814 - 840)
بعد موت شارلمان ناضل لويس الأول من أجل الحفاظ على سيطرة الإمبراطورية. أنشأ لويس ثلاثة ممالك كارولينجية جديدة (Carolingian Kingships) لأبنائه من الزواج الأول: لوثار كان ملك إيطاليا وشارك الإمبراطور، بيبين ملك آكيتين، ولويس الألماني ملك بافاريا. تميزت محاولاته لجعل ابنه الرابع (من زواجه الثاني)، شارل الأصلع ملكا للمملكة بمقاومة أبنائه الأكبر، وخلال السنوات الأخيرة من حكمه كانت المملكة الفرنكية تعاني من حرب أهلية.
بعد موت لويس الأول قُسمت المملكة الفرنكية من جديد. اثنتان من هذه الممالك عمرتا، مملكة فرنكيا الشرقية (Francia orientalis) شكلت ألمانيا فيما بعد ومملكة فرنكيا الغربية (Francia occidentalis) والتي شكٌلت فرنسا. عام 842م قام أحفاد شارلمان بعقد قسم ستراسبورغ في ستراسبورغ (serments de Strasbourg). تعتبر وثيقة هذا العقد من أقدم الوثائق المكتوبة بلغتين متباينتين (التوداسك والرومان) آنذاك. يعتبر بعض المؤرخين في فرنسا هذه الوثيقة عقد الميلاد الرسمي لبلاد فرنسا وكذلك ألمانيا.

## الإمبراطورية بعد معاهدة فيردان (843 - 877)

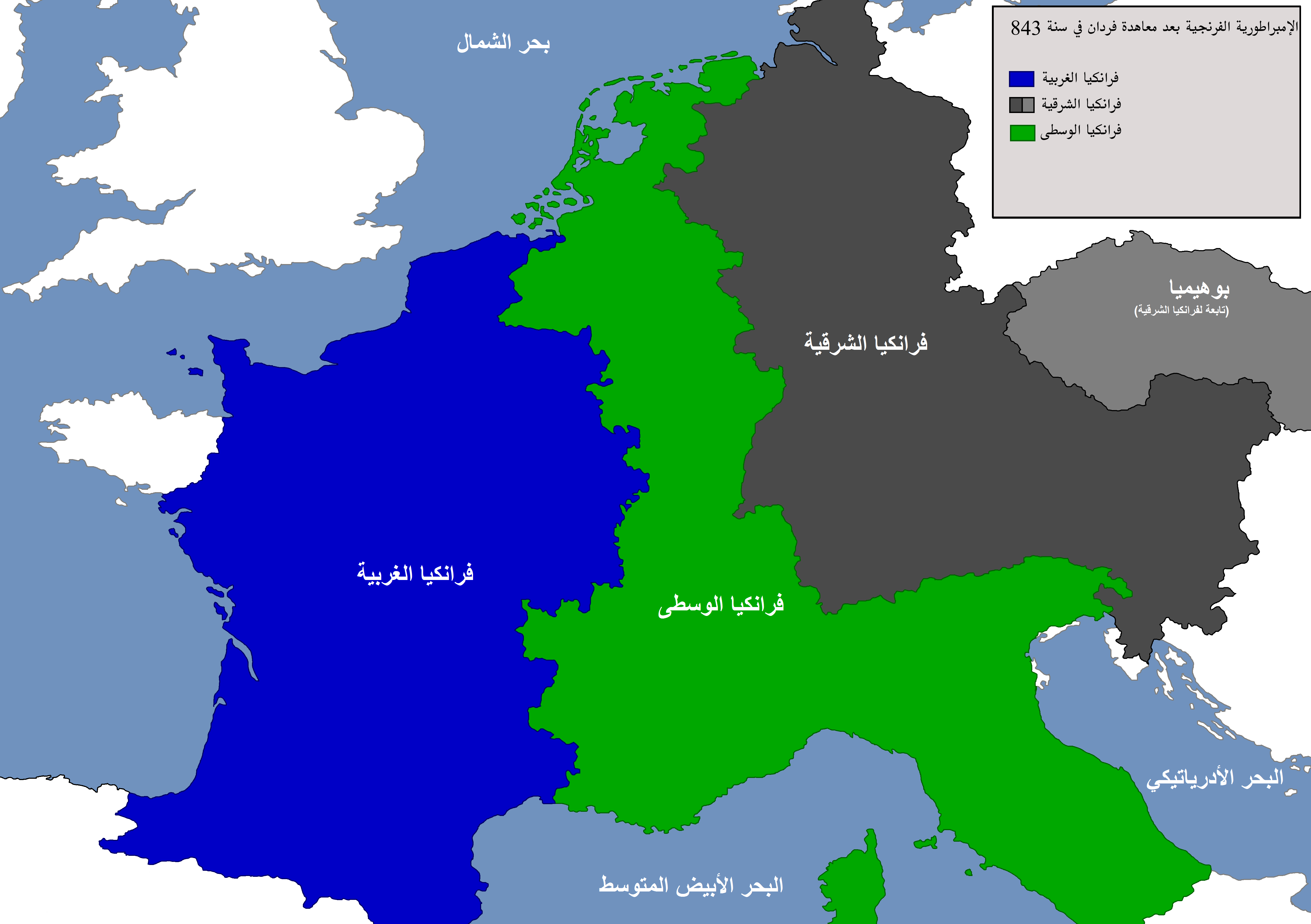

بعد قسم ستراسبورغ في سنة 843 م قسمت معاهدة فيردان المملكة الفرنكية إمبراطورية شارلمان على أحفاده الثلاثة، فنال لويس الثاني الأراضي التي أصبحت فيما بعد ألمانيا، ونال تشارلز الأول الأراضي التي أصبحت فيما بعد فرنسا، وأخذ لوثير الأول أجزاء كانت فيها بعض الأراضي الإيطالية.

## الإمبراطورية حتى وفاة كارل البدين
تعاونت أحداث الزمان والمنايا فتوحدت مملكة شارلمان مرةً أخرى تحت حكم كارل البدين، وأتيحت للإمبراطورية المحتضرة فرصة أخرى للدفاع عن حياتها.
توج البابا يوحنا الثامن الإمبراطورتشارلز السمين في 881، صاحب الخلافة إلى الأقاليم لويس شقيقه الأصغر في السنة التالية لم شملهم بأسرة مملكة فرنجة الشرقية (ألمانيا في وقت لاحق). وعند وفاة ابن أخيه كارلومان الثاني، ورث تشارلز السمين جميع الفرنسية في الغرب (فرنسا لاحقا) أيضا، وبالتالي أحيا ولو بإيجاز الإمبراطورية الكارولينجية بأكملها. وتُوج ملكًا على إيطاليا عام 881، وحكم الفرنجة الشرقيين (ألمانيا) بين عامي 882 و887، والغربيين (فرنسا) بين 884 و887، وكان يعتبر إمبراطور الغرب بين عامي 881 و887 حتى خُلع عن العرش.
عادة ما ينظر إلى تشارلز السمين على أنه عانى من السبات العميق، وواجه قصور فادح، علماً أنه كان قد عانى من أمراض متكررة ويعتقد أنه عانى من مرض الصرع، وأعرب مرتين شراء السلام مع الفايكنك المغيرون، بما في ذلك حصار باريس 886. خُلع تشارلز السمين عن العرش لضعفه وفشله في التصدي لغارات النورزمانيين (الإسكندنافيين).[بحاجة لمصدر]
استولى أهل الشمال على نجمين Nmegen وأحرقوها في عام 880، واتخذوا من كورتراي Courtrai وكنت قلاعاً لهم حصينة، وفي عام 881 أحرقوا ليج Liége، وكولوني، وبون Bonn وبروم Prum، وآخن؛ وفي 882 استولوا على تريير Trier، وقتلوا كبير أساقفتها الذي قاد المدافعين عنها؛ وفي السنة نفسها استولوا على ريمس، وأرغموا هنكمار على أن يقاتل ويموت. وفي عام 883 استولوا على آميان Amiens، ولكنهم انسحبوا منها بعد أن أخذوا أثنى عشر ألف رطل من الفضة من كارلومان. وفي عام 885 استولوا على رون، وساروا في النهر صعداً إلى باريس في سبعمائة سفينة عليها ثلاثون ألف رجل. وقاد حاكم المدينة الكونت أودو Odo أو أود Eudes، وأسقفها جزلان Gozlin المدافعين عنها، وقاوموا المغيرين مقاومة باسلة. وظلت باريس مضروباً عليها الحصار ثلاثة عشر شهراً هاجم المدافعون عنها المحاصرين إثنى عشر مرة؛ وانتهى الأمر بأن أدى كارل البدين الشماليين 7000 رطل من الفضة بدل أن يخف لإنقاذ المدينة، وأذن لهم فوق ذلك أن يسيروا في نهر السين صعداً ويقضوا الشتاء في برغندية التي نهبوها نهباً ترتضيه نفوسهم. ثم خلع كارل وتوفي عام 888، واختير أودو ملكاً على فرنسا، وصارت باريس بعد ثبت قيمتها من الوجهة الحربية الفنية مقر الحكومة.

## آخر الملوك الكارولنجيين
كان آخر الملوك الكارولنجيين- لويس الرابع، ولوثير الرابع، ولويس الخامس ملوكاً حسني النية، ولكنهم لم يكن لهم من القوة ما لا بد منه قامة نظام دائم من ذلك الخراب الشامل. ولما مات لويس الخامس ولم يكن له أبناء (987)، بحث أعيان فرنسا ورجال الدين فيها عن زعيم لهم من أسرة أخرى غير الكارولنجيين، حتى وجدوا هذا الزعيم المنشود من نسل مركيز من نوستريا Neustria يحمل ذلك الاسم العظيم الدلالة وهو روبرت القوي Robert the Strong (المتوفي عام 966). وكان أودو منقذ باريس ابن هذا المركيز؛ وكان هيو الأكبر Hugh the Great أحد أجداده (المتوفي 956) قد حصل بالشراء أو الحرب على الإقليم المحصور بين نورمنديا، والسين، واللوار كله تقريباً وكان فيه أميراً إقطاعياً، واجتمع له فيه من الثروة والسلطان ما لم يجتمع للملوك. وورث هيو كابت Hugh Capet ابن هيو هذا جميع تلك الثروة وذاك السلطان؛ وورث، كما يلوح، العزيمة التي كسبتهما. وعرض أدلبرو Adlabero كبير الأساقفة، بإرشاد العالم الداهية جربرت، أن يكون هيو كابت ملكاً على فرنسا، فاختير لهذا المنصب بالإجماع (987) وبدأت بذلك الأسرة الكابتية التي حكمت إبناً أو أباً أو حكم فروعها مملكة فرنسا إلى عهد الثورة الكبرى.

## الكبيسيون
حكم الكارولنجيون (Carolingiens) مملكة الفرنجة حتى سنة 987 م. في هذه السنة تم تتويج الدوق هوغ كابيت (Hugues Capet) ملك للبلاد وحلت بذلك سلالة جديدة هي سلالة الكبيسيين (Capétiens). قام أحفاد الأخير بتوسيع رقعة الأراضي الملكية (le domaine royal)، وأحكموا دعائم الدولة الجديدة منذ القرن الـ12 م. حكمت السلالة الكبيسية فرنسا بطريقة مباشرة أو عن طريق فروع أخرى حتى قيام الثورة الفرنسية سنة 1789 م.